# Баґ Сінґх
Баґ Сінґх (1746 — 10 липня 1801) — 2-й володар місаля Ахдувалія і сардар Капуртали у 1783—1801 роках.

## Життєпис
Син Бхай Ладхя Сінґха. Народився у жовтні 1746 року. Виховувався в дусі сикхізму. Замолоду долучився до військових кампаній сикхів проти Дурранійської імперії. Десь у 1760-х роках його троюрідний брат — Джасса Сінґх призначив своїм спадкоємцем.
У 1773—1779 роках здійснював самостійні кампанії в північносхідному Пенджабі. У грудні 1779 року захопив фортецю Капуртала., де у 1780 році був призначений намісником при номінальному володінні Джасси Сінґха. Останній невдовзі фактично перетворив Капурталу в окреме володіння від місаля Ахлувалія.
1783 року після смерті Джасси Сінґха став місальдаром (очільником) Ахлувалії та сардаром (військовим правителем) Капуртали. Переніс резиденцію до останньої. Невдовзі приборкав заколот шваргів Джасси Сінґха. 1784 року відібрав Ран Сінґха, місальдара Накая, міста Шаркпуром і Касуром.
1793 року завдав поразки Сагіб Сінґху, полководцю Гулаб Сінґха, магарджи Амрітсару і Лахору, захопивши важливі міста Тарн-Таран і Джандіала. Подальше посилення Баґ Сінґха викликало занепокоєння інших сусідів. Тому 1801 року утворилася коаліція з місальдара Джасси Сінґха Рамгархії та Сансар Чанди, раджи Кангри. Спільне військо на чолі із Хамір Сінґхом Рамгархією завдала тяжкої поразки Баґ Сінґху, де він отримав поранення у ногу. Також було втрачено місто Касур.
Невдовзі Баґ Сінґх помер від зараження крові,   щобуло наслідком поранення. Йому спадкував син Фатех Сінґх

## Характер
Намагався усіляко слідувати нормам сикхізму у звичайному житті. Не терпів жорстокого поводження з людиною чи твариною, витрачав чималі кошти на благодійність для бідних.